# Archegosauridae
Archegosauridae là một họ động vật lưỡng cư temnospondyli có mõm dài và kích thước tương đối lớn. Bề ngoài của chúng khá giống cá sấu

## Hình ảnh

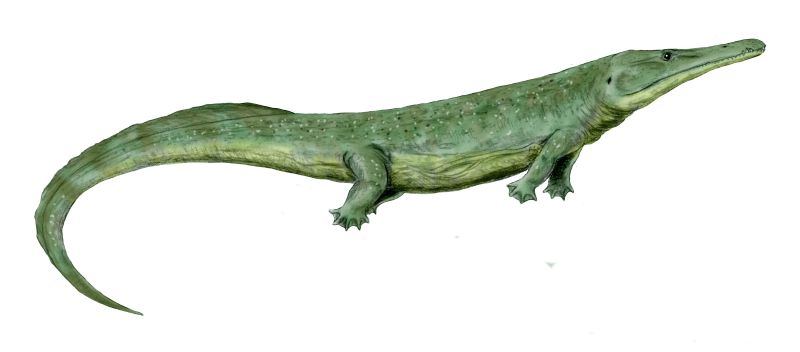
Prionosuchus
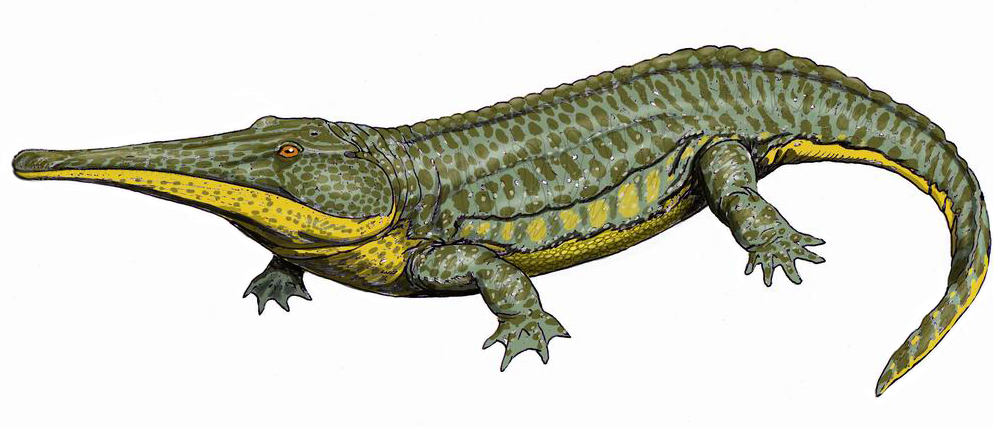
Platyoposaurus
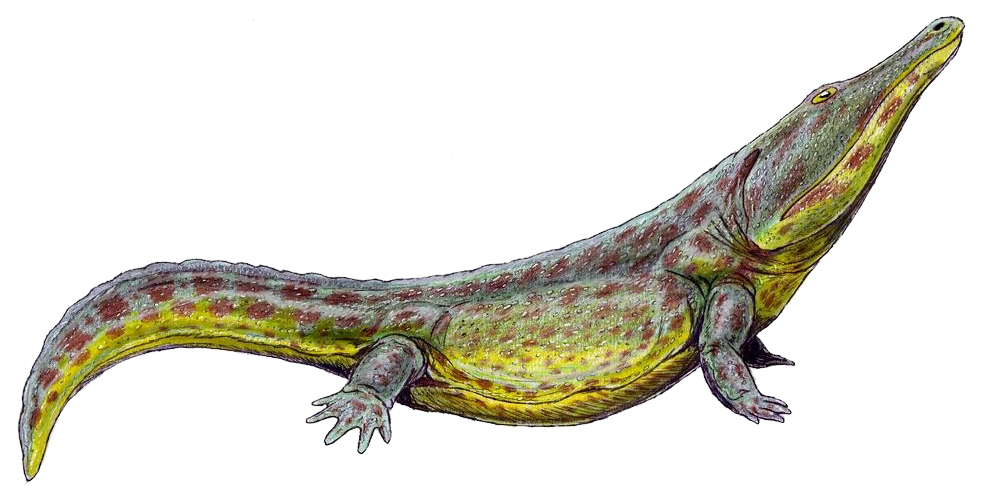
Konzukovia
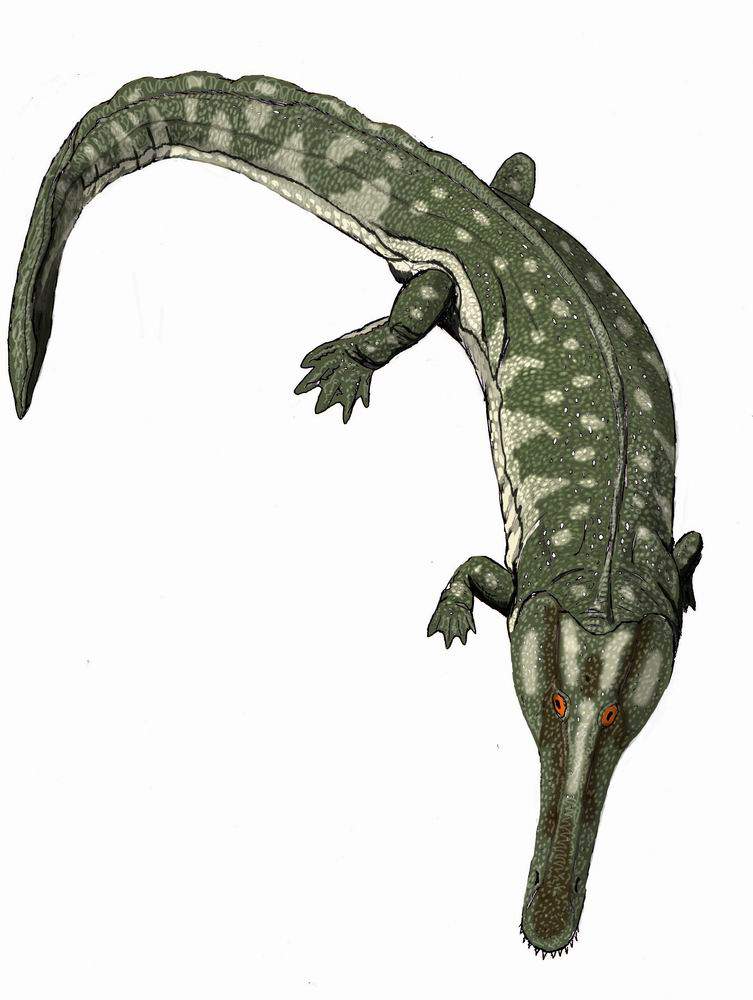
Collidosuchus
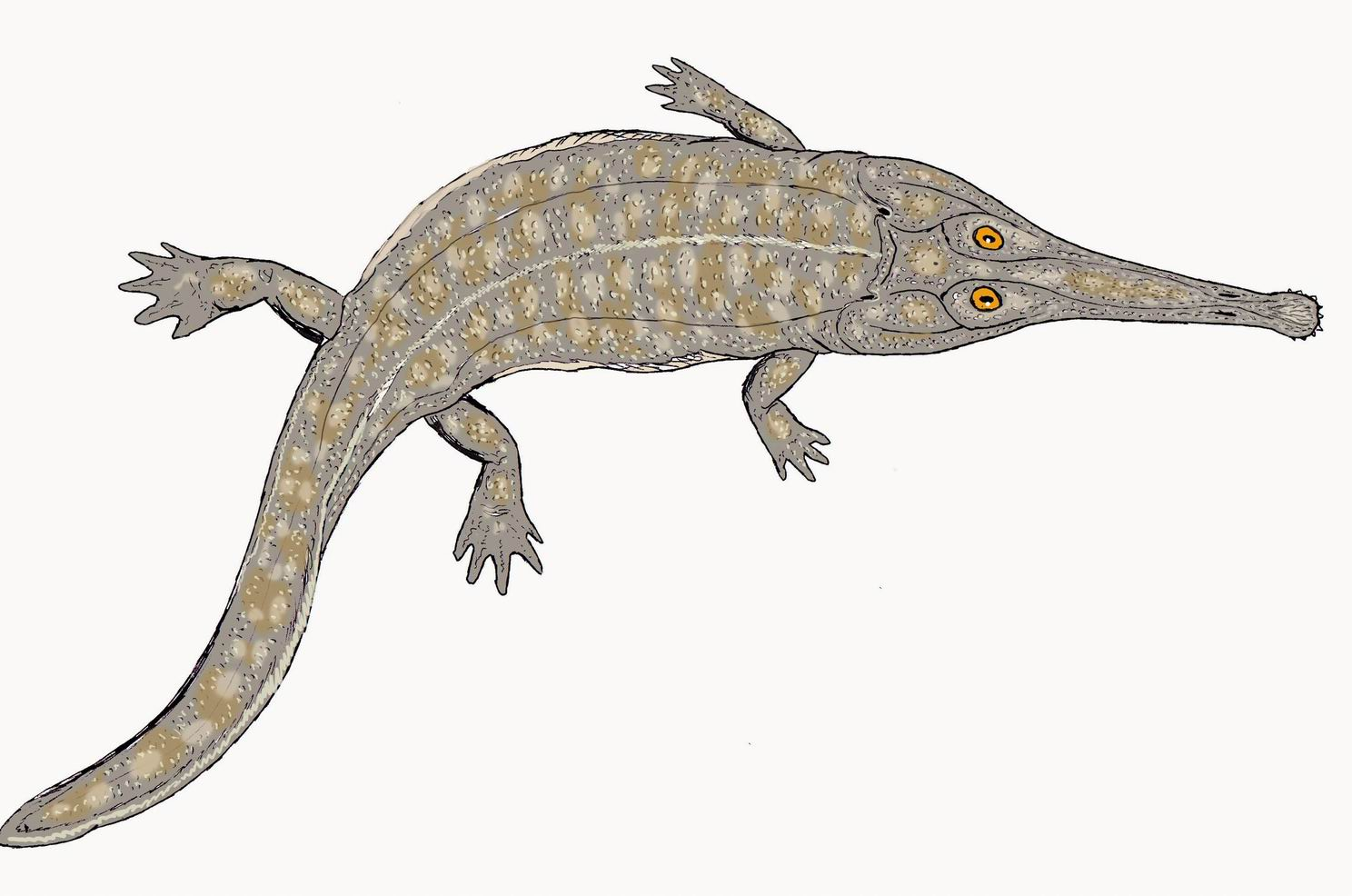
Australerpeton